# Битва при Ольянтайтамбо
Битва при Ольянтайтамбо (исп. Batalla de Ollantaytambo) произошла в январе 1537 года между армией Манко Инки и испанской экспедицией во главе с Эрнандо Писарро во время испанского завоевания Перу. Это сражение является одной из немногих побед индейцев во время испанской колонизации Америки. Бывший союзник испанцев, Манко Инка восстал в мае 1536 года и осадил испанский гарнизон в городе Куско. Осаждённые испанцы решили организовать контратаку на позиции Манко Инки в крепости Ольянтайтамбо. Экспедиция, которой командовал Эрнандо Писарро, включала сотню испанцев и приблизительно 30 000 индейцев против 20 000 армии Манко Инки.
Точное местоположение сражения до сих пор неизвестно. По версии Джона Хемминга, это произошло в самом поселении, в то время как Жан-Пьер Протцен утверждает, что соседняя равнина Маскабамба на подступах к крепости более подходила для подготовки к обороне Ольянтайтамбо и проведения битвы. В любом случае, армия Манко Инки одержала победу, и испанцам пришлось бежать в Куско. Несмотря на эту победу, прибытие испанского подкрепления в Куско вынудило Манко Инку оставить Ольянтайтамбо и искать убежище в лесистой местности в Вилькабамбе, где независимое государство инки просуществовало до 1572 года.